# Кравченко, Олег Иванович
Олег Иванович Кравченко (бел. Алег Іванавіч Краўчанка; 1971, Минск, Белорусская ССР, СССР — 25 декабря 2020, Минск, Республика Беларусь) — белорусский государственный деятель, заместитель министра иностранных дел Республики Беларусь (2017—2020), посол Республики Беларусь в Соединённых Штатах Америки (2020).

## Биография
Олег Иванович Кравченко родился в 1971 году в Минске.
В 1994 году выпустился с юридического факультета Белорусского государственного университета. В 1998 году окончил аспирантуру Института философии и права Национальной академии наук Беларуси, защитив диссертацию по теме «Юрисдикционные иммунитеты государств и их собственности» и получив учёную степень кандидата юридических наук.
В 1994—1999 годах последовательно являлся атташе и третьим секретарём службы государственного протокола, а затем третьим секретарём, вторым секретарём, начальником отдела договорно-правового управления министерства иностранных дел Республики Беларусь. В 1999—2003 годах был советником посольства Республики Беларусь в Швеции, а также в Норвегии и Дании по совместительству. В 2003—2007 годах являлся советником, а затем заместителем начальника управления — начальником отдела управления гуманитарного сотрудничества и прав человека министерства иностранных дел Республики Беларусь.
В 2007—2008 годах был советником посольства Республики Беларусь в Соединённых Штатах Америки. После введения США санкций против ряда белорусских чиновников и госкомпаний в связи с преследованием оппозиции, 10 марта 2008 года в Минск для консультаций был отозван посол Михаил Хвостов. Ввиду давления государственные органов Беларуси на американское посольство, 12 марта того же года посол Карен Стюарт уехала в Вашингтон, а статус глав дипломатических миссий был взаимно понижен до временных поверенных.
В 2008—2014 годах являлся временным поверенным в делах Республики Беларусь в США. В 2014—2017 годах занимал посты заместителя начальника управления — начальника отдела США и Канады управления Америки, а затем начальника управления Америки министерства иностранных дел Республики Беларусь.
В декабре 2016 года рекомендован президентом Республики Беларусь Александром Лукашенко на должность заместителя министра иностранных дел Республики Беларусь, а назначен в январе 2017 года.
20 июля 2020 года назначен чрезвычайным и полномочным послом Республики Беларусь в США, став первым человеком на таком посту за 12 лет. С американской стороны послом была назначена Джули Фишер, которая 24 декабря приняла присягу и не успела доехать до Минска. Кравченко же не доехал до Вашингтона и продолжил исполнять обязанности заместителя министра иностранных дел, несмотря на указ о своём освобождении от должности в связи с назначением послом.
Олег Иванович Кравченко скоропостижно скончался 25 декабря 2020 года в Минске. Причиной смерти стала коронавирусная инфекция. Кравченко было 49 лет, в министерстве иностранных дел он проработал больше 25 лет. Похоронен на Восточном кладбище Минска.

## Личная жизнь
Был женат, имел троих детей.